# 1941 no jornalismo
Nesta página encontrará referências aos acontecimentos directamente relacionados com o jornalismo ocorridos durante o ano de 1941.

## Nascimentos
| Data        | Nome                     | Profissão  | Nacionalidade  | Observações | Ref   |
| ----------- | ------------------------ | ---------- | -------------- | ----------- | ----- |
| 5 de maio   | Daniel Ricardo           | jornalista | Portugal       |             | [ 1 ] |
| 28 de maio  | Zózimo Barrozo do Amaral | jornalista | Brasil         | m. 1997     |       |
| 22 de junho | Ed Bradley               | jornalista | Estados Unidos |             |       |

## Mortes
| Data       | Nome         | Profissão                          | Nacionalidade                              | Observações | Ref |
| ---------- | ------------ | ---------------------------------- | ------------------------------------------ | ----------- | --- |
| 20 de maio | Raul Proença | escritor, jornalista e intelectual | Reino Unido de Portugal, Brasil e Algarves | n. 1884     |     |